# Ferrovia transandina
La ferrovia Transandina (in spagnolo: Ferrocarril Trasandino) è una linea internazionale dismessa della lunghezza di 248 km a scartamento metrico con tratte parzialmente a cremagliera sistema Abt; si sviluppa tra Mendoza in Argentina e Santa Rosa de Los Andes in Cile, attraversando le Ande. Dal 1984 è stata dismessa e parzialmente disarmata. La linea faceva parte dell'itinerario interoceanico che collegava via ferrovia Buenos Aires, sulla costa atlantica, e il porto cileno di Valparaíso sul Pacifico con un percorso di circa 1.400 km.

## Storia

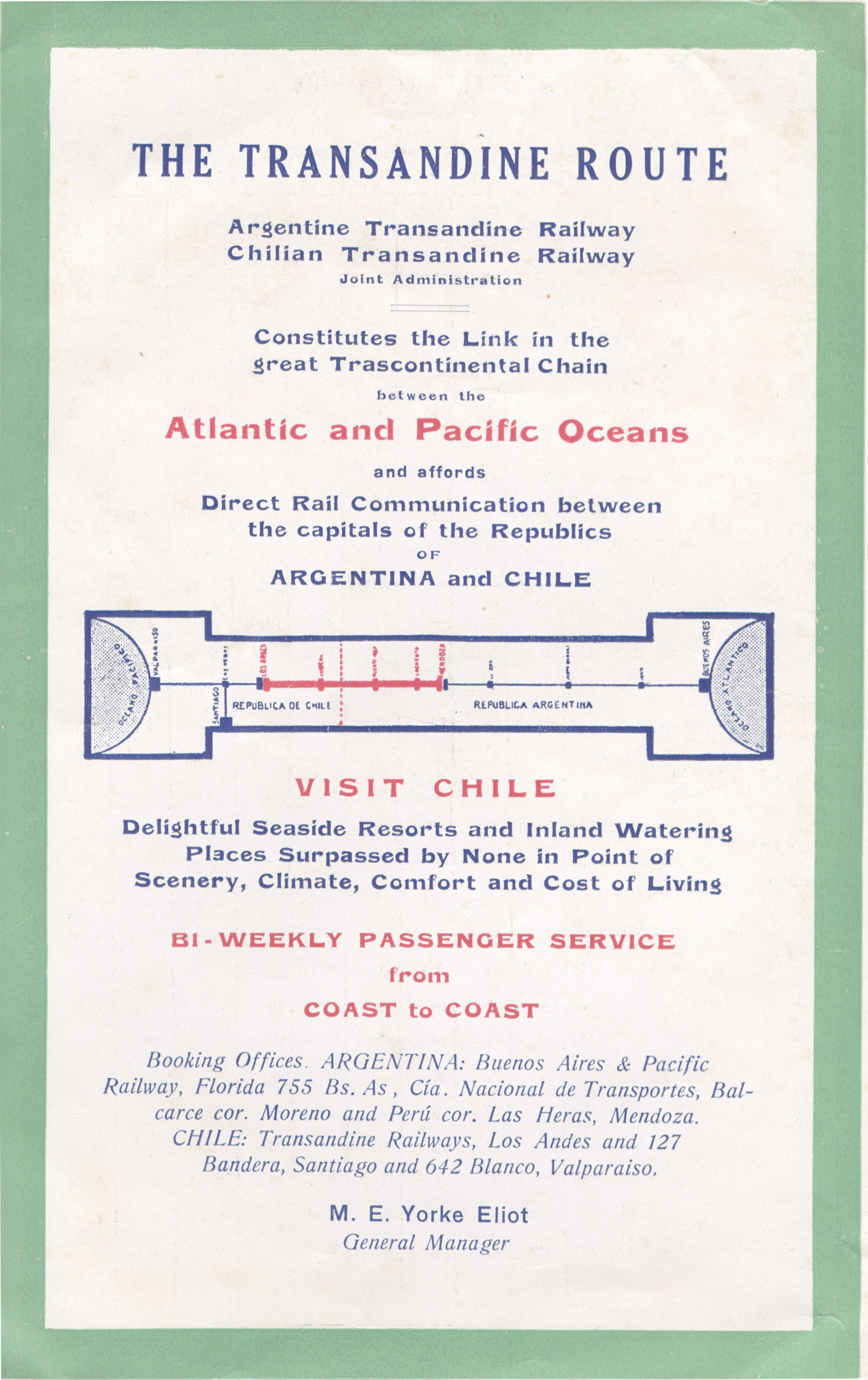
"Traveller's Guide to the Argentine", n.13, luglio-dicembre 1932, p. 42

La prima concessione di un collegamento ferroviario verso le Ande venne rilasciata nel 1874 dal governo cileno alla compagnia "Ferrocarril Trasandino Clark" ma i lavori iniziarono nel 1887.  La tratta Mendoza-Passo di Uspallata venne aperta il 22 febbraio 1891 e raggiunse Rio Blanco nel maggio 1892, Punta de Vacas alla fine del 1893 e Las Cuevas il 22 aprile 1903.  Sul versante cileno la tratta Santa Rosa de Los Andes-Hermanos Clark fu aperta nel 1906 ed estesa fino a Portillo nel febbraio 1908. Nel 1910 l'intera linea era percorribile dal traffico per conto della compagnia anglo-argentina "Transandine Railway Company" con trazione a vapore; le locomotive erano di costruzione inglese, Kitson-Meyer e munite di dispositivi di trazione a cremagliera Abt. Nel 1927 la linea fu elettrificata e vennero impiegate locomotive di costruzione SLM.
La linea era connessa alle reti a scartamento largo cilena e argentina di cui rappresentava la congiunzione. Il percorso seguiva pedissequamente l'antica mulattiera che scavalcava le Ande a circa 3.200 m s.l.m. a Las Cuevas in Argentina dopo di che entrava nel tunnel di Cumbre lungo circa 3,2 km sottopassando il confine internazionale. Nove sezioni dell'ultima tratta di 40 km prima del tunnel, dal lato argentino, avevano pendenze fino al 58,8 per mille e dal lato cileno, per 24 km, avevano pendenze fino al 76,9 per mille e venivano superate per mezzo della cremagliera sistema Abt.
Nel 1948 in seguito alla nazionalizzazione delle ferrovie la "Transandina" entrò a far parte della rete della Ferrocarril General San Martín.
Tra 1977 e 1978 in seguito alle tensioni tra i due stati sudamericani venne sospeso il traffico ferroviario attraverso il tunnel di Cumbre; riprese successivamente ma dal 1979 cessò il servizio viaggiatori. L'ultimo treno merci percorse la linea nel 1984.
Nonostante qualche progetto di ricostruzione dell'inizio degli anni duemila in atto la linea resta interrotta.

## Caratteristiche
La "Transandina" completava il percorso di 1408 km di ferrovia tra la capitale dell'Argentina, Buenos Aires, e il porto cileno di Valparaiso con un servizio gestito dalle cinque compagnie:
- Buenos Aires & Pacific Railway (BA&P): tra Buenos Aires e Villa Mercedes a scartamento 1.676 mm con un percorso di 689 km.
- Argentine Great Western Railway: tra Villa Mercedes e Mendoza a scartamento 1.676 mm per 354 km.
- Argentine Transandine Railway: da Mendoza al confine internazionale di Las Cuevas a scartamento metrico per 159 km.
- Chilean Transandine: dal confine internazionale a Santa Rosa de Los Andes a scartamento metrico per 73 km.
- Empresa de los Ferrocarriles del Estado del Cile: da Santa Rosa de Los Andes a Valparaíso, nuovamente a scartamento 1.676 mm per 134 km.

### Percorso

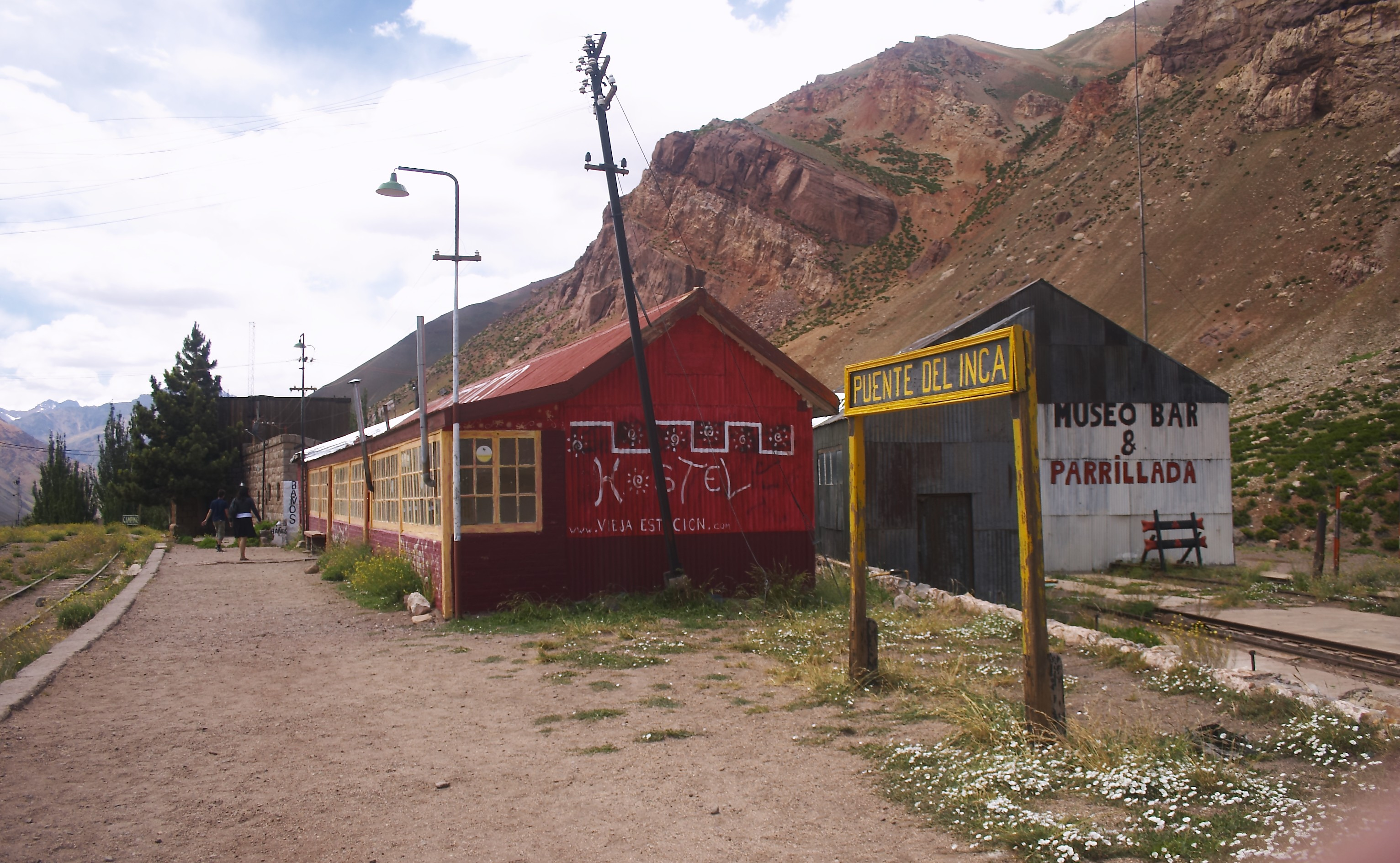
La stazione di Puente del Inca nel 2007

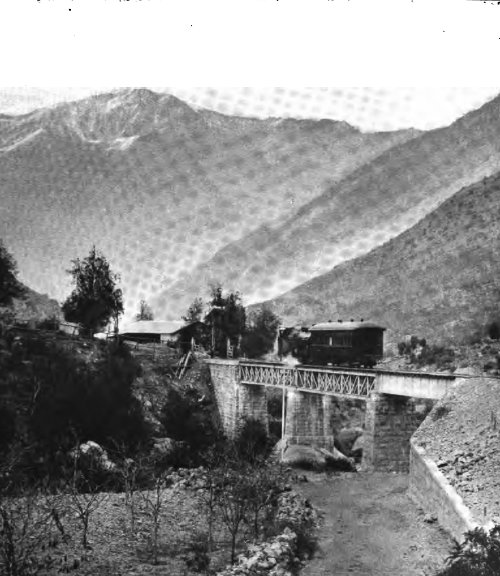
Un treno in transito sul ponte sul Rio Blanco, 1909

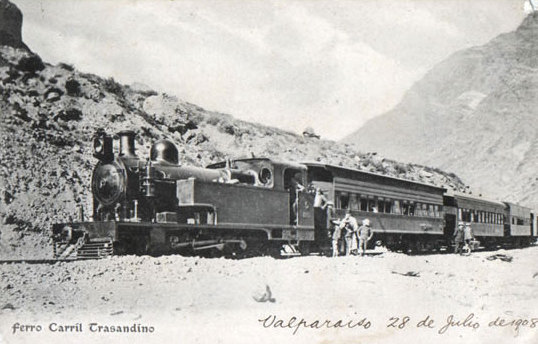
Un treno in partenza nel 1908

| Unknown route-map component "exKBHFa" |

| Unknown route-map component "exHST" |

| Unknown route-map component "exHST" |

| Unknown route-map component "exHST" |

| Unknown route-map component "exHST" |

| Unknown route-map component "exHST" |

| Unknown route-map component "exHST" |

| Unknown route-map component "exHST" |

| Unknown route-map component "exHST" |

| Unknown route-map component "exHST" |

| Unknown route-map component "exHST" |

| Unknown route-map component "exHST" |

| Unknown route-map component "extSTRa" |

| Unknown route-map component "tZOLL" |

| Unknown route-map component "extSTRe" |

| Unknown route-map component "exHST" |

| Unknown route-map component "exHST" |

| Unknown route-map component "exHST" |

| Unknown route-map component "exHST" |

| Unknown route-map component "exHST" |

| Unknown route-map component "exHST" |

| Unknown route-map component "exHST" |

| Unknown route-map component "exKBHFe" |